# Édgar Bárcenas
Édgar Yoel Bárcenas Herrera (Colón, Panamá, 23 de octubre de 1993) es un futbolista panameño que juega de centrocampista en el Mazatlán FC de la Liga MX. También es internacional con la selección de Panamá.

## Trayectoria

### CD Árabe Unido
Se formó en las categorías inferiores del CD Árabe Unido y debutó como profesional en la Primera División de Panamá el 29 de julio de 2012 en el empate 2 a 2 contra el CD Plaza Amador en el Estadio Luis Ernesto Cascarita Tapia en donde fue suplente y entró al minuto 75 por Paúl Roderick. Salió campeón de la LPF Apertura 2012 en donde le ganó la final 4 a 1 contra el Chepo FC en el Estadio Rommel Fernández en donde no estuvo convocado, en dicho torneo jugó 3 partidos. En la LPF Clausura 2013 jugó 8 partidos en donde fueron eliminados en las semifinales tras perder en un marcador global de 1 a 2 contra el San Francisco FC en donde no estuvo convocado. En la LPF Apertura 2013 jugó 9 partidos en donde quedaron el a séptima posición. En la Liga de Campeones de la Concacaf 2013-14 jugó 2 partidos en donde fueron eliminados en los cuartos de final tras perder en un marcador global de 0 a 2 contra LA LD Alajuelense en donde jugó en los 2 partidos. En la LPF Clausura 2014 jugó 17 partidos y anotó 8 goles en donde fueron eliminados en la semifinales en un marcador global de 4 a 0 contra el Río Abajo FC en donde jugó en los 2 partidos. En la LPF Apertura 2014 jugó 16 partidos y anotó 1 gol en donde quedaron en la sexta posición. Salió campeón de la LPF Clausura 2015 en donde le ganaron la final en un marcador de 2 a 1 contra el CA Independiente en el Estadio Rommel Fernández en donde fue titular y jugó todo el partido, en dicho torneo jugó 20 partidos y anotó 4 goles. En la Liga de Campeones de la Concacaf 2015-16 jugó 4 partidos en donde fueron eliminados en la fase de grupos en donde quedó en la segunda posición del grupo H. Salió campeón de la LPF Apertura 2015 en donde se consagró bicampeón ganándole la final 3 a 0 por penales tras un marcador de 1 a 1 en los tiempos extras contra el Chorrillo FC en el Estadio Rommel Fernández en donde fue titular y jugó hasta el minuto 62, en dicho torneo jugó 12 partidos y anotó 2 goles.

### RNK Split
El 26 de enero de 2016 fue anunciado cesión al RNK Split. Debutó con el club el 28 de febrero de 2016 en la derrota 1 a 0 contra el GNK Dinamo Zagreb en el Estadio Maksimir en donde fue suplente y entró al minuto 75 por Dino Špehar. En la Primera Liga de Croacia 2015-16 jugó 8 partidos en donde quedaron en la sexta posición.

### CD Árabe Unido
El 30 de junio de 2016 fue anunciado su regreso al CD Árabe Unido tras su cesión en Croacia siendo esta su segunda etapa con el. Disputó su primer partido tras su regreso el 24 de julio de 2016 en la victoria 0 a 1 contra el Atlético Veragüense en el Estadio Aristocles Castillo en fue titular y jugó hasta el minuto 66. En la Liga de Campeones de la Concacaf 2016-17 jugó 4 partidos y anotó 2 goles en donde quedaron eliminados en los cuartos de final tras perder en un marcador global d 2 a 5 contra el FC Dallas en donde no estuvo convocado en ninguna de los 2 partidos porque estaba en nuevo club, en dicho liga tuvo un buen rendimiento en la fase de grupos. Salió campeón de la LPF Apertura 2016 en donde le ganaron la final 2 a 0 contra el CD Plaza Amador en el Estadio Rommel Fernández en donde fue titular y jugó hasta el minuto 84, en dicho torneo jugó 14 partidos y anotó 1 gol.

### Cafetaleros de Tapachula
El 24 de enero de 2017 fue anunciado su cesión al Cafetaleros de Tapachula. Debutó con el club el 28 de enero de 2017 en la derrota 0 a 1 contra los Alebrijes de Oaxaca en el Estadio Olímpico de Tapachula en donde fue suplente y entró al minuto 52 por Douglas Tanque. En el Torneo Clausura 2017 Liga de Ascenso jugó 12 partidos y anotó 5 goles en donde quedaron en la duodécima posición de la Tabla general. En el Torneo Apertura 2017 Liga de Ascenso jugó 13 partidos y anotó 1 gol en donde quedaron en la décima posición de la Tabla general. En la Copa México Clausura 2018 jugó 4 partidos y anotó 3 goles en donde fueron eliminados en los cuartos de final tras perder 1 a 3 contra el Deportivo Toluca en el Estadio Olímpico de Tapachula en donde fue titular y jugó todo el partido. Salió campeón con Cafetaleros en el Torneo Clausura 2018 Liga de Ascenso en donde le ganaron la final en un marcador global de 2 a 3 contra el Club Deportivo Leones Negros de la U. de G. en donde jugó en los 2 partidos. Salió campeón de la Final de Ascenso 2017-18 en donde le ganaron la final en un marcador global de 3 a 6 contra los Alebrijes de Oaxaca en donde jugó en los 2 partidos y anotó 2 goles en la final de ida.

### Club Tijuana
El 1 de julio de 2018 fue anunciado que el Club Tijuana compró un gran porcentaje del Bárcenas por lo cual el club tenía su futuro en sus manos ya si decidía que se quedara o lo cedía a otro club.

### Real Oviedo
El 18 de julio de 2018 anunciado como nuevo jugador del Real Oviedo de la Segunda División de España, cedido por dos temporadas por el Club Tijuana. Debutó con el club el 19 de agosto de 2018 en el empate 1 a 1 contra el Extremadura UD en el Estadio Nuevo Carlos Tartiere en donde fue titular y jugó hasta el minuto 76. En la Copa del Rey 2018-19 jugó 1 partido en donde fueron eliminados en la segunda ronda tras perder 1 a 0 contra el RCD Mallorca en el Estadio Mallorca Son Moix en donde fue suplente y entró al minuto 70 por Richard Boateng. En la Segunda División 2018-19 jugó 37 partidos y anotó 6 goles en donde quedaron en la octava posición a unos pasos de los Play-offs de ascenso. En la Copa del Rey 2019-20 jugó 1 partido en donde fueron eliminados en la primera ronda tras perder 3 a 1 contra el CF Badalona en el Estadi Municipal de Badalona en donde fue titular y jugó todo el partido. En la Segunda División 2019-20 jugó 33 partidos y anotó 8 goles en donde quedaron décima quinta posición así evitando el descenso.

### Cancún FC
El 21 de julio de 2020, el Cancún Fútbol Club se hizo con la plaza del Cafetaleros de Chiapas, club al que pertenecía Bárcenas hasta la fecha y a partir de entonces seguiría perteneciendo al club de nueva creación.

### Girona FC
El 5 de octubre de 2020 fue anunciado su cesión al Girona FC de la Segunda División de España en donde firmó una cesión por una temporada. Debutó con el club el 11 de octubre de 2020 en la victoria 0 a 1 contra el CD Leganes en el Estadio Municipal de Butarque en donde fue suplente y entró al minuto 79 por Gerard Gumbau. En la Copa del Rey 2020-21 jugó 4 partidos en donde fueron eliminados en los octavos de final tras perder 0 a 1 contra el Villarreal CF en el Estadio Municipal de Montilivi en donde fue titular y jugó todo el partido. En la Segunda División 2020-21 jugó 39 partidos y anotó 4 goles en donde perdieron la final de los playoff de ascenso en un marcador global de 2 a 3 contra el Rayo Vallecano en donde solo jugó el partido de vuelta.

### CD Leganes

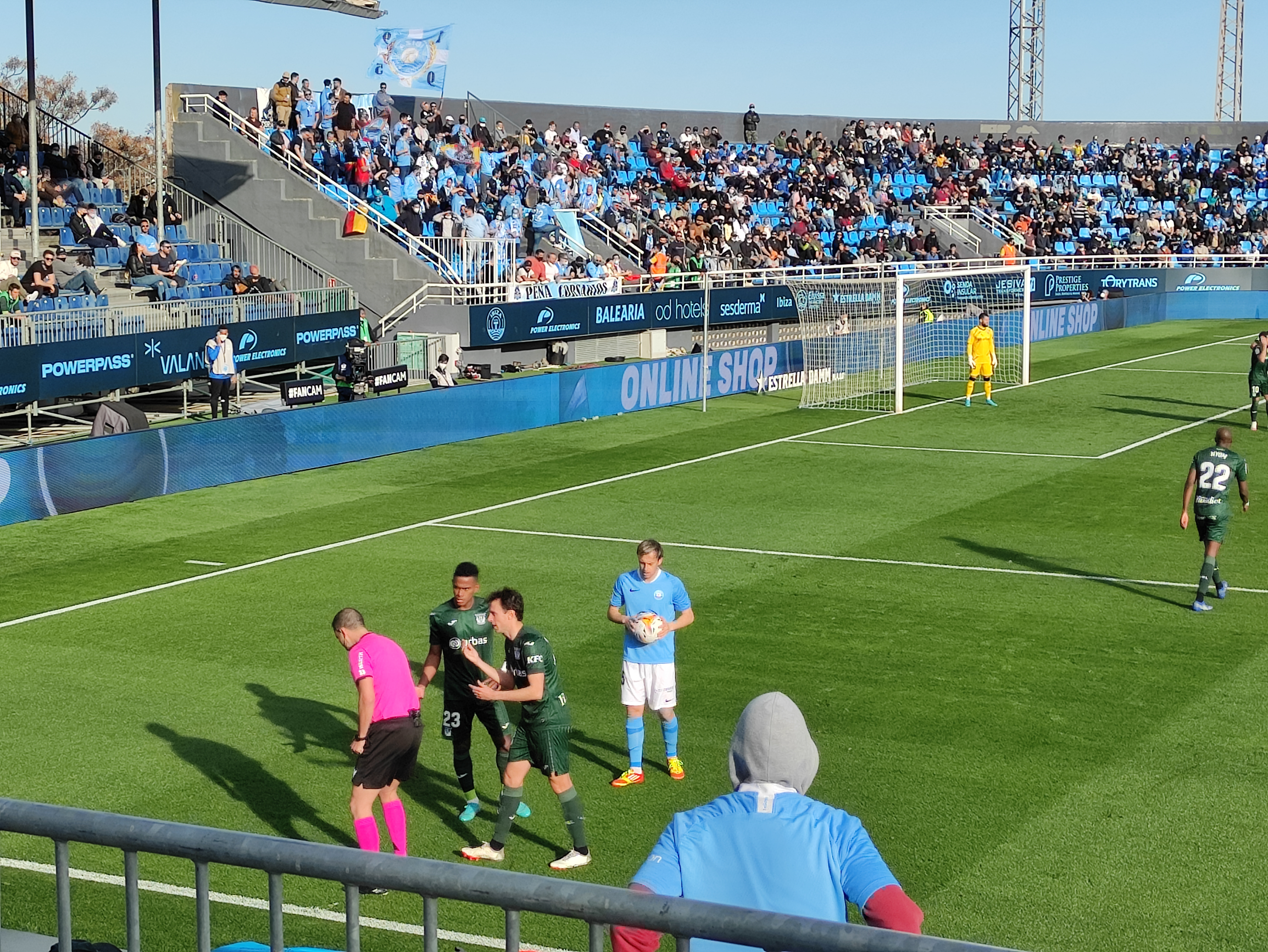
Bárcenas con la camiseta del CD Leganés.

El 8 de agosto de 2021 fue anunciado su cesión al Club Deportivo Leganés en donde firmó una cesión por una temporada. Debutó con el club el 23 de agosto de 2021 en el empate 0 a 0 contra el Burgos CF en el Estadio Municipal de Butarque en donde fue titular y jugó todo el partido. En la Copa del Rey 2021-22 jugó 1 partido en donde fueron eliminados en los Dieciseisavos de final tras perder 2 a 3 contra la Real Sociedad en el Estadio Municipal de Butarque en donde estuvo como suplente todo el partido. En la Segunda División 2021-22 jugó 26 partidos y anotó 2 goles en donde quedaron en la duodécima posición en donde se mantuvieron en una zona neutra.

### Mazatlán FC
El 25 de junio de 2022 fue anunciado como nuevo jugador del Mazatlán FC en donde llegó como agente libre. Debutó con el club el 1 de julio de 2022 en la derrota 2 a 4 contra el Puebla FC en el Estadio de Mazatlán en donde fue suplente y entró al minuto 82 por Eduard Bello. En el Torneo Apertura 2022 jugó 16 partidos en donde quedaron en la decimocuarta posición quedándose a unos pasos de la Reclasificación a la liguilla. En el Torneo Clausura 2023 jugó 12 partidos en donde quedaron en la última posición. En la Leagues Cup 2023 jugó 1 partido en donde fueron eliminados en los Dieciseisavos de final tras perder 1 a 2 contra el FC Dallas en el Estadio Toyota en donde no estuvo convocado. En el Torneo Apertura 2023 jugó 11 partidos y anotó 1 gol en donde fueron eliminados en la Liguilla tras perder 2 a 1 contra el Santos Laguna en el Estadio Corona en donde fue titular y jugó hasta el minuto 46. En el Torneo Clausura 2024 jugó 12 partidos y anotó 2 goles en donde quedaron en la decimocuarta posición de la tabla general.

## Selección nacional

### Categorías inferiores
Fue convocado por la selección sub-22 de Panamá para jugar los Juegos Panamericanos de 2015 en donde jugó 5 partidos en donde quedaron en el cuarto lugar tras perder 3 a 1 en los tiempos extras contra Brasil en el Tim Hortons Field en donde titular y jugó hasta el minutó 74. Fue convocado por la selección sub-23 de Panamá para los Preolímpico de Concacaf de 2015 en donde jugó 3 partidos y anotó 1 gol en donde fueron eliminados en las fase de grupos del grupo A en donde quedaron en la última posición.

### Selección absoluta
Debutó con la selección absoluta de Panamá el 6 de agosto de 2014 en la derrota 3 a 0 contra Perú en un partido amistoso en el Estadio Nacional del Perú en donde fue titular y jugó hasta el minutó 67. Fue subcampeón de la Copa Centroamericana 2017 en donde jugó 5 partidos. En la Copa de Oro de la Concacaf 2017 jugó 4 partidos en donde fueron eliminados en los cuartos de final tras perder 1 a 0 contra Costa Rica en el Lincoln Financial Field en donde fue titular y jugó todo el partido. En la Clasificación de Concacaf para la Copa Mundial de 2018 jugó 16 partidos en donde quedaron en la tercera posición de la hexagonal final así clasificándose a la copa del mundo. Debutó en la Copa Mundial de 2018 el 18 de junio de 2018 en la derrota 3 a 0 contra Bélgica en el Estadio Olímpico Fisht en donde fue titular y jugó hasta el minuto 63, en dicha copa jugó 3 partidos y quedaron eliminados en la fase de grupos en donde quedaron en la última posición del grupo G. en la Copa de Oro de la Concacaf 2019 jugó 4 partidos, anotó 1 gol y dio 1 asistencia en donde fueron eliminados en los cuartos de final tras perder 1 a 0 contra el Lincoln Financial Field en donde fue titular y jugó todo el partido. En la Liga de Naciones de la Concacaf 2019-20 jugó 4 partidos y dio 1 asistencia en donde fueron eliminados en la fase de grupos en donde quedaron en la segunda posición del grupo B clasificándose a la copa oro. En la Copa de Oro de la Concacaf 2021 jugó 3 partidos y dio 3 asistencia en donde fueron eliminados en las fase de grupos en donde quedaron en la tercera posición del grupo D. en la Clasificación de Concacaf para la Copa Mundial de 2022 jugó 17 partidos y anotó 2 goles en donde quedaron en la quinta posición de la octagonal final quedándose a un paso del repechaje. En la Liga de Naciones de la Concacaf 2022-23 jugó 6 partidos y anotó 2 goles en donde quedaron en el cuarto lugar tras perder 1 a 0 contra México en el Allegiant Stadium en donde fue titular y jugó todo el partido. Fue subcampeón de la Copa de Oro de la Concacaf 2023 en donde perdieron la final 1 a 0 contra México en el SoFi Stadium en donde fue titular y jugó todo el partido, en dicha copa jugó 6 partidos y anotó 2 goles. En la Liga de Naciones de la Concacaf 2023-24 jugó 6 partidos y anotó 2 goles en donde quedaron en el cuarto lugar tras perder 0 a 1 contra Jamaica en el AT&T Stadium en donde fue titular y jugó todo el partido. En la Copa América 2024 jugó 4 partidos en donde fueron eliminados en los cuartos de final en donde perdieron 5 a 0 contra Colombia en el State Farm Stadium en donde fue titular y jugó todo el partido.

### Goles internacionales
| Gol | Fecha                   | Lugar                                            | Oponente             | Anotación | Resultado | Competición               |
| --- | ----------------------- | ------------------------------------------------ | -------------------- | --------- | --------- | ------------------------- |
| 1   | 18 de junio de 2019     | Allianz Field, Minnesota, Estados Unidos         | Trinidad y Tobago    | 2-0       | 2-0       | Copa Oro 2019             |
| 2   | 8 de junio de 2021      | Rod Carew, Panamá, Panamá                        | República Dominicana | 2-0       | 3-0       | Eliminatoria Mundial 2022 |
| 3   | 9 de junio de 2022      | Rommel Fernández, Panamá, Panamá                 | Martinica            | 4-0       | 5-0       | Liga de Naciones 2022-23  |
| 4   | 9 de junio de 2022      | Rommel Fernández, Panamá, Panamá                 | Martinica            | 5-0       | 5-0       | Liga de Naciones 2022-23  |
| 5   | 5 de noviembre de 2022  | Marbella Football Center, Marbella, España       | Catar                | 2-1       | 2-1       | Amistoso                  |
| 6   | 26 de junio de 2023     | DRV PNK Stadium, Fort Lauderdale, Estados Unidos | Costa Rica           | 0-2       | 1-2       | Copa Oro 2023             |
| 7   | 8 de julio de 2023      | AT&T Stadium, Arlington, Estados Unidos          | Catar                | 1-0       | 4-0       | Copa Oro 2023             |
| 8   | 13 de octubre de 2023   | Estadio Ergilio Hato, Willemstad, Curazao        | Curazao              | 0-1       | 1-2       | Liga de Naciones 2023-24  |
| 9   | 20 de noviembre de 2023 | Rommel Fernández, Panamá, Panamá                 | Costa Rica           | 3-0       | 3-1       | Liga de Naciones 2023-24  |

### Participaciones en Juegos Panamericanos
| Copa                      | Sede   | Resultado    | Partidos | Goles |
| ------------------------- | ------ | ------------ | -------- | ----- |
| Juegos Panamericanos 2015 | Canadá | Cuarto lugar | 5        | 0     |
| Total                     | Total  | Total        | 5        | 0     |

### Participaciones en Preolímpico
| Copa             | Sede           | Resultado      | Partidos | Goles |
| ---------------- | -------------- | -------------- | -------- | ----- |
| Preolímpico 2015 | Estados Unidos | Fase de grupos | 3        | 1     |
| Total            | Total          | Total          | 3        | 1     |

### Participaciones en Copas del Mundo
| Copa                 | Sede  | Resultado    | Partidos | Goles |
| -------------------- | ----- | ------------ | -------- | ----- |
| Copa Mundial de 2018 | Rusia | Primera fase | 3        | 0     |
| Total                | Total | Total        | 3        | 0     |

### Participaciones en Copa de Oro
| Copa             | Sede(s)                               | Resultado        | Partidos | Goles |
| ---------------- | ------------------------------------- | ---------------- | -------- | ----- |
| Copa de Oro 2017 | Estados Unidos                        | Cuartos de final | 4        | 0     |
| Copa de Oro 2019 | Estados Unidos - Costa Rica - Jamaica | Cuartos de final | 4        | 1     |
| Copa de Oro 2021 | Estados Unidos                        | Primera fase     | 3        | 0     |
| Copa de Oro 2023 | Estados Unidos - Canadá               | Subcampeón       | 6        | 1     |
| Total            | Total                                 | Total            | 17       | 1     |

### Participaciones en Liga de Naciones
| Copa                     | Sede     | Resultado      | Partidos | Goles |
| ------------------------ | -------- | -------------- | -------- | ----- |
| Liga de Naciones 2019-20 | Concacaf | Fase de grupos | 4        | 0     |
| Liga de Naciones 2022-23 | Concacaf | Cuarto lugar   | 6        | 2     |
| Liga de Naciones 2023-24 | Concacaf | Cuarto lugar   | 5        | 2     |
| Total                    | Total    | Total          | 15       | 4     |

### Participaciones en la Copa América
| Copa              | Sede           | Resultado        | Partidos | Goles |
| ----------------- | -------------- | ---------------- | -------- | ----- |
| Copa América 2024 | Estados Unidos | Cuartos de final | 4        | 0     |
| Total             | Total          | Total            | 4        | 0     |

## Estadísticas
Actualizado al último partido disputado el 16 de marzo de 2024.
| Club                            | Div.          | Temporada     | Liga  | Liga  | Copas nacionales | Copas nacionales | Copas internacionales | Copas internacionales | Total | Total |
| Club                            | Div.          | Temporada     | Part. | Goles | Part.            | Goles            | Part.                 | Goles                 | Part. | Goles |
| ------------------------------- | ------------- | ------------- | ----- | ----- | ---------------- | ---------------- | --------------------- | --------------------- | ----- | ----- |
| CD Árabe Unido · Panamá         | 1.ª           | 2012-13       | 11    | 0     | ―                | ―                | ―                     | ―                     | 11    | 0     |
| CD Árabe Unido · Panamá         | 1.ª           | 2013-14       | 26    | 8     | —                | —                | 2                     | 0                     | 28    | 8     |
| CD Árabe Unido · Panamá         | 1.ª           | 2014-15       | 36    | 5     | —                | —                | —                     | —                     | 36    | 5     |
| CD Árabe Unido · Panamá         | 1.ª           | 2015-16       | 12    | 2     | —                | —                | 4                     | 2                     | 16    | 4     |
| CD Árabe Unido · Panamá         | Total club    | Total club    | 85    | 15    | 0                | 0                | 6                     | 0                     | 91    | 17    |
| RNK Split · Croacia             | 1.ª           | 2015-16       | 8     | 0     | —                | —                | ―                     | ―                     | 8     | 0     |
| RNK Split · Croacia             | Total club    | Total club    | 8     | 0     | 0                | 0                | 0                     | 0                     | 8     | 0     |
| CD Árabe Unido · Panamá         | 1.ª           | 2016-17       | 14    | 1     | —                | —                | 4                     | 2                     | 18    | 3     |
| CD Árabe Unido · Panamá         | Total club    | Total club    | 14    | 1     | 0                | 0                | 4                     | 2                     | 18    | 3     |
| Cafetaleros de Chiapas · México | 2.ª           | 2016-17       | 12    | 5     | —                | —                | ―                     | ―                     | 12    | 5     |
| Cafetaleros de Chiapas · México | 2.ª           | 2017-18       | 33    | 7     | 4                | 3                | ―                     | ―                     | 37    | 10    |
| Cafetaleros de Chiapas · México | Total club    | Total club    | 45    | 12    | 4                | 3                | 0                     | 0                     | 49    | 15    |
| Real Oviedo · España            | 2.ª           | 2018-19       | 37    | 6     | 1                | 0                | —                     | —                     | 38    | 6     |
| Real Oviedo · España            | 2.ª           | 2019-20       | 33    | 8     | 1                | 0                | —                     | —                     | 34    | 8     |
| Real Oviedo · España            | Total club    | Total club    | 70    | 14    | 2                | 0                | 0                     | 0                     | 72    | 14    |
| Girona FC · España              | 2.ª           | 2020-21       | 39    | 4     | 4                | 0                | —                     | —                     | 43    | 4     |
| Girona FC · España              | Total club    | Total club    | 39    | 4     | 4                | 0                | 0                     | 0                     | 43    | 4     |
| CD Leganés · España             | 2.ª           | 2021-22       | 26    | 2     | 1                | 0                | —                     | —                     | 27    | 2     |
| CD Leganés · España             | Total club    | Total club    | 26    | 2     | 1                | 0                | 0                     | 0                     | 27    | 2     |
| Mazatlán FC · México            | 1.ª           | 2022-23       | 28    | 0     | —                | —                | —                     | —                     | 28    | 0     |
| Mazatlán FC · México            | 1.ª           | 2023-24       | 23    | 3     | —                | —                | 1                     | 0                     | 23    | 0     |
| Mazatlán FC · México            | Total club    | Total club    | 51    | 3     | 0                | 0                | 0                     | 0                     | 51    | 0     |
| Total carrera                   | Total carrera | Total carrera | 338   | 51    | 11               | 3                | 11                    | 0                     | 360   | 55    |

## Palmarés

### Campeonatos nacionales
| Título           | Club                     | País   | Año     |
| ---------------- | ------------------------ | ------ | ------- |
| Primera División | CD Árabe Unido           | Panamá | 2012-A  |
| Primera División | CD Árabe Unido           | Panamá | 2015-C  |
| Primera División | CD Árabe Unido           | Panamá | 2015-A  |
| Primera División | CD Árabe Unido           | Panamá | 2016-A  |
| Ascenso MX       | Cafetaleros de Tapachula | México | 2018-C  |
| Final de Ascenso | Cafetaleros de Tapachula | México | 2017-18 |